# Jean Porter
Jean Porter (Cisco, 8 dicembre 1922 – Canoga Park, 13 gennaio 2018) è stata un'attrice statunitense.

## Biografia
Attrice bambina, cominciò la carriera cinematografica nel 1936, all'età di 11 anni. Nel 1938 ebbe il ruolo della piccola Becky in Le avventure di Tom Sawyer. 
Nella sua carriera, ha girato una quarantina di film e ha poi lavorato anche per la televisione. 
Nel 1946 incontrò il regista Edward Dmytryk, che sposerà nel 1948.

## Filmografia

### Cinema
- Song and Dance Man, regia di Allan Dwan (1936)
- Le avventure di Tom Sawyer (The Adventures of Tom Sawyer), regia di Norman Taurog (1938)
- The Under-Pup, regia di Richard Wallace (1939)
- Sul sentiero dei mostri (One Million B.C.), regia di Hal Roach Jr. e Hal Roach (1940)
- Magia della musica (The Hard-Boiled Canary), regia di Andrew L. Stone (1941)
- Kiss the Boys Goodbye, regia di Victor Schertzinger (1941)
- Never Give a Sucker an Even Break, regia di Edward F. Cline (1941)
- Henry Aldrich for President, regia di Hugh Bennett (1941)
- Hellzapoppin', regia di H.C. Potter (1941)
- I ragazzi di Broadway (Babes on Broadway), regia di Busby Berkeley (1941)
- Heart of the Rio Grande, regia di William Morgan (1942)
- Home in Wyomin', regia di William Morgan (1942)
- Fall In, regia di Kurt Neumann (1942)
- Calaboose, regia di Hal Roach Jr. (1943)
- The Youngest Profession, regia di Edward Buzzell (1943)
- That Nazty Nuisance, regia di Glenn Tryon (1943)
- Young Ideas, regia di Jules Dassin (1943)
- Andy Hardy's Blonde Trouble, regia di George B. Seitz (1944)
- Bellezze al bagno (Bathing Beauty), regia di George Sidney (1944)
- San Fernando Valley, regia di John English (1944)
- Luna senza miele (Thrill of a Romance), regia di Richard Thorpe (1945)
- Baciami e lo saprai! (Twice Blessed), regia di Harry Beaumont (1945)
- Gianni e Pinotto a Hollywood (Bud Abbott and Lou Costello in Hollywood), regia di S. Sylvan Simon (1945)
- Al caporale piacciono le bionde (What Next, Corporal Hargrove?), regia di Richard Thorpe (1945)
- Sposarci è facile ma... (Easy to Wed), regia di Edward Buzzell (1946)
- Anime ferite (Till the End of Time), regia di Edward Dmytryk (1946)
- Betty Co-Ed, regia di Arthur Dreifuss (1946)
- Little Miss Broadway, regia di Arthur Dreifuss (1947)
- Sweet Genevieve, regia di Arthur Dreifuss (1947)
- Età inquieta (That Hagen Girl), regia di Peter Godfrey (1947)
- Two Blondes and a Redhead, regia di Arthur Dreifuss (1947)
- Nei bassifondi di Los Angeles (Cry Danger), regia di Robert Parrish (1951)
- Kentucky Jubilee, regia di Ron Ormond (1951)
- G.I. Jane, regia di Reginald Le Borg (1951)
- Il pagliaccio (The Clown), regia di Robert Z. Leonard (1953)
- Racing Blood, regia di Wesley Barry (1954)
- La mano sinistra di Dio (The Left Hand of God) regia di Edward Dmytryk (1955)

### Televisione
- Gianni e Pinotto (The Abbott and Costello Show) – serie TV, episodio 2x08 (1953)
- The Joe Palooka Story – serie TV, 1 episodio (1954)
- Climax! – serie TV, 2 episodi (1955)
- Dr. Hudson's Secret Journal – serie TV, 1 episodio (1957)
- The People's Choice – serie TV, 1 episodio (1957)
- The Red Skelton Show – serie TV, 2 episodi (1957-1958)
- Indirizzo permanente (77 Sunset Strip) – serie TV, episodio 3x26 (1961)
- L'uomo del mare (Sea Hunt) – serie TV, 1 episodio (1961)